# Ловци на духове: Замръзналата империя
„Ловци на духове: Замръзналата империя“ (на английски: Ghostbusters: Frozen Empire) е американска свръхестествена комедия от 2024 г. на режисьора Гил Кенън, който е съсценарист с Джейсън Рейтман. Той е продължение на „Ловци на духове: Наследство“ (2021) и петият филм от поредицата „Ловци на духове“. Във филма участват Пол Ръд, Кари Кун, Фин Улфхард, Маккена Грейс, Селест О'Конър, Логан Ким, заедно с Дан Акройд, Бил Мъри, Ърни Хъдсън, Ани Потс и Уилям Атъртън, които се завръщат в ранните филми, докато Кумаил Нанджиани и Патън Осуалт се включват в актьорския състав.
Премиерата на „Ловци на духове: Замръзналата империя“ се състои в Ню Йорк на 14 март 2024 г. и излиза по кината в Съединените щати на 22 март от „Сони Пикчърс Релийзинг“ под етикета Кълъмбия Пикчърс.

## Актьорски състав
- Макена Грейс – Фийби Спренглър
- Фин Улфхард – Тревър Спренглър
- Пол Ръд – Гари Груберсън
- Кари Кун – Кали Спренглър
- Кумаил Нанджиани – Надим Размаади[9]
- Патън Осуалт – доктор Хюбърт Уорцки[9]
- Селест О'Конър – Лъки Доминго
- Логан Ким – Подкаст[10]
- Емили Алин Линд – Мелъди
- Джеймс Акастър – доктор Ларс Пинфийлд[9]
- Бил Мъри – доктор Питър Венкман[11]
- Дан Акройд – доктор Реймънд Стенц[12]
- Ърни Хъдсън – доктор Уинстън Зидмор[13]
- Ани Потс – Джанин Мелниц[14]
- Уилям Атъртън – кмет Уолтър Пек[15]

## Снимачен процес
Снимките започват на 20 март 2023 г. в Лондон под работното заглавие Firehouse, докато Ерик Стийлбърг служи като оператор.

## В България
В България филмът излиза по кината на 12 април 2024 г. от „Форум Филм България“.